# Wan Hai Lines
Wan Hai Lines Ltd. (WHL) ist eine taiwanische Containerlinienreederei mit Sitz in Taipei.

## Geschichte

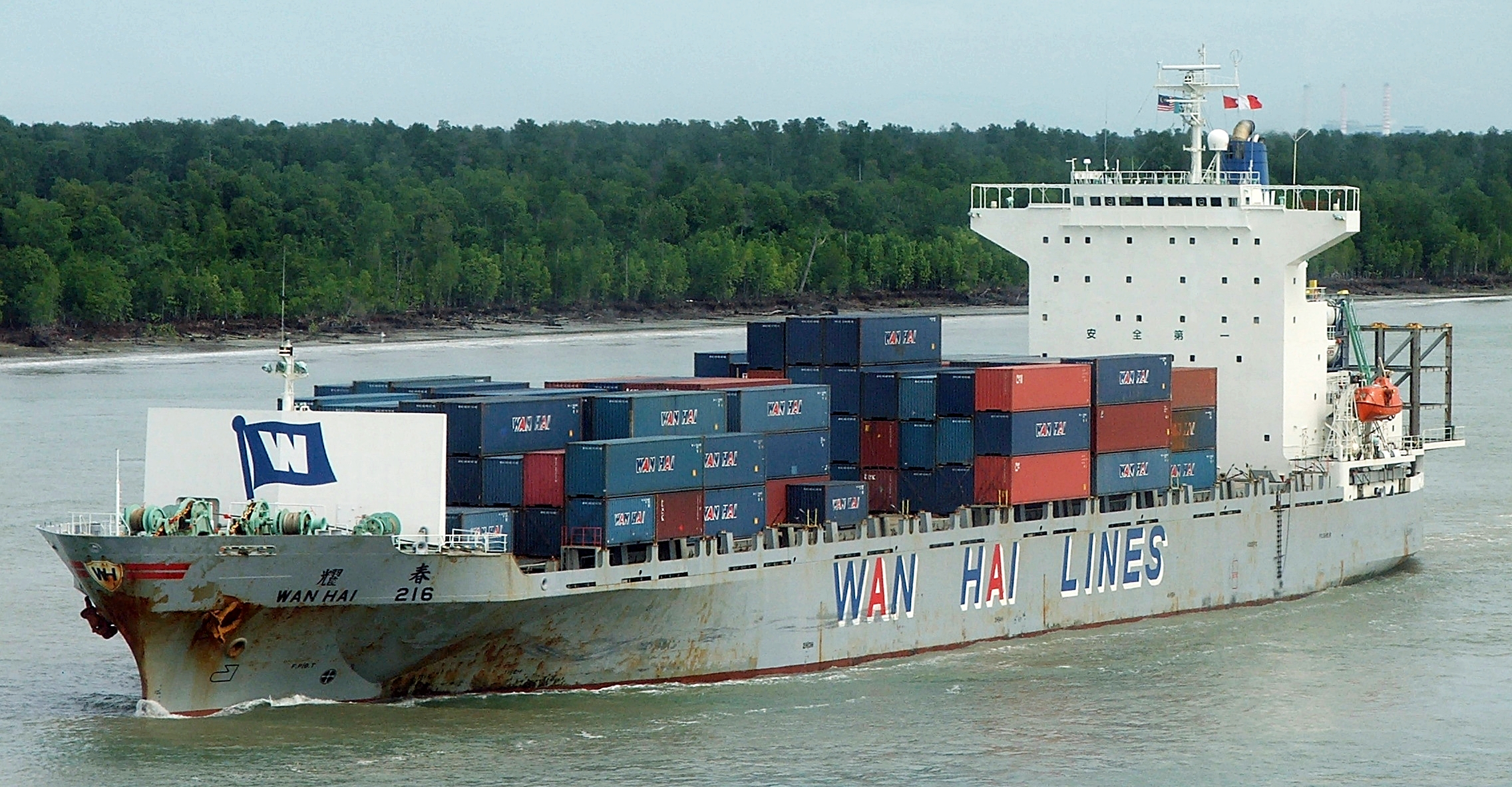
Wan Hai-Containerschiff

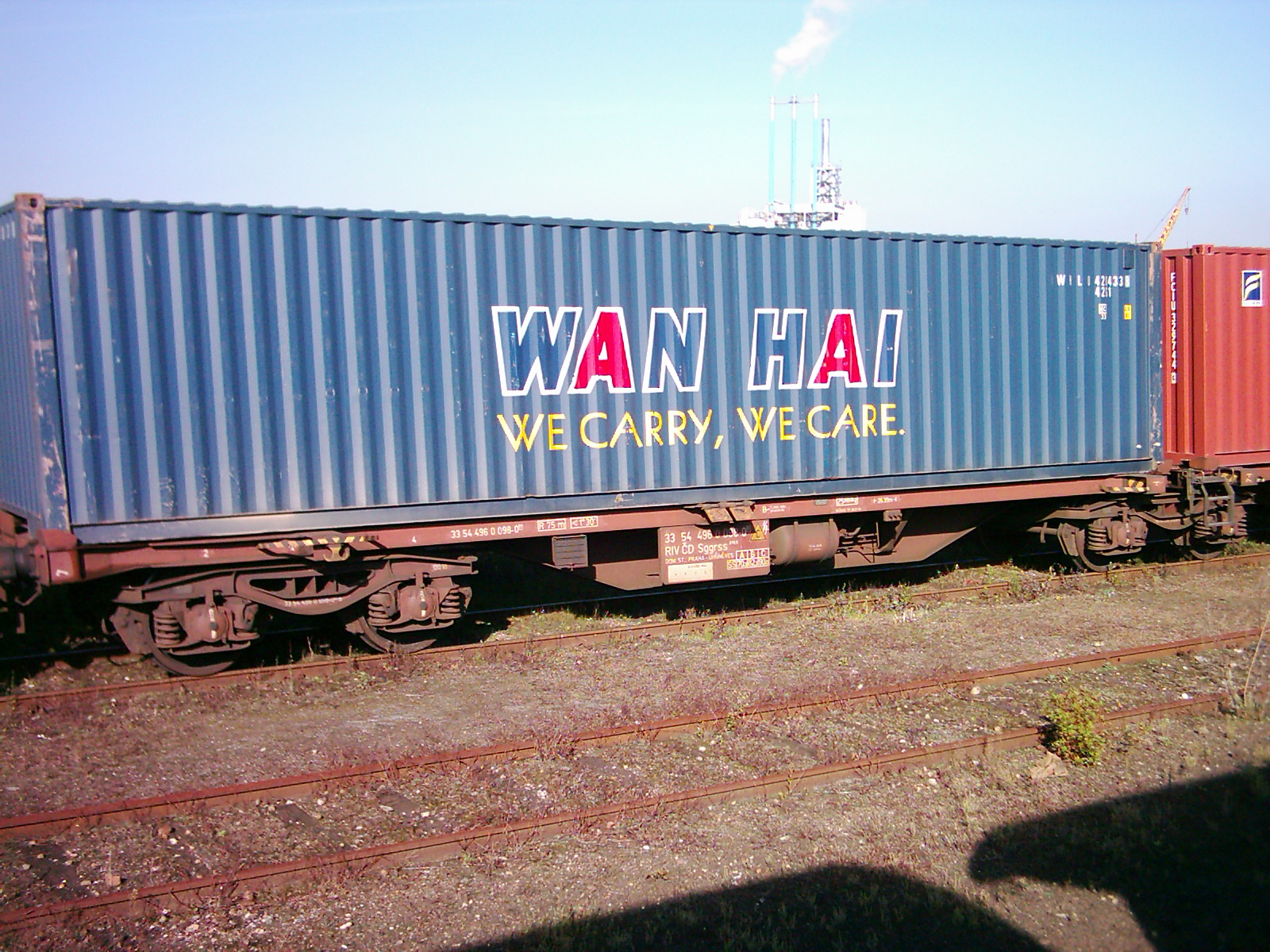
Container der Wan Hai Lines

Gegründet wurde die Reederei am 24. Februar 1965. Nachdem das Unternehmen anfangs mit einem gebrauchten Liberty-Schiff hauptsächlich Holzstämme zwischen Taiwan, Japan und anderen Häfen Südostasiens transportierte, begann es 1976 mit dem Aufbau seines ersten Containerdienstes von Taiwan nach Japan. In den folgenden Jahrzehnten entwickelte sich Wan Hai zu einer der größeren Containerreedereien im asiatischen Raum.

## Einzelheiten
2004 setzte Wan Hai eine Flotte von 66 Schiffen mit etwa 90.000 TEU auf 20 Linien mit 43 Anlaufhäfen in Taiwan, den japanischen Gebieten Kanton und Kansai, Südkorea, der Volksrepublik China, Hong Kong, den Philippinen, Thailand, Malaysia, Indonesien, Singapur, Vietnam, Burma, Kambodscha, Indien, Pakistan, Sri Lanka, und dem Mittlern Osten ein. Seit April 2010 bedient Wan Hai in Kooperation mit der singapurischen Reederei Pacific International Lines (PIL) auch Nordeuropa. Die bereederten WAN-Hai-Schiffe gehören überwiegend Tochterunternehmen, ein weiterer Teil der eingesetzten Schiffe ist eingechartert.